# گائوزونگ (دودمان تانگ)
گائوزونگ (زادهٔ ۲۱ ژوئیه ۶۲۸ – مرگ ۲۷ دسامبر ۶۸۳ میلادی) امپراتور چین و سومین فرمانروای دودمان تانگ بود نام زمان تولد او لی ژی بود و از ۱۵ ژوئیه ۶۴۹ تا ۲۷ دسامبر ۶۸۳ بر چین فرمان راند (هر چند پس از ژانویه سال ۶۶۵ او به همسرش امپراتریس وو قدرت بزرگی بر فراز امپراتوری داد، و تمامی قدرت‌های امپراتوری در درجه اول در دست‌های محکم همسر دوم قدرتمندش امپراتریس وو بود و بخش اعظم احکام او با نیرویی بیشتری از احکام امپراتور گائوزونگ اجرا می‌شد. او بعداً به عنوان وو زتیان شناخته می‌شود).
سلطنت وی شاهد برتری امپراتریس وو بود، که به یک قدرت مؤثر در پشت تمام حاکمیت تانگ تبدیل شد. او همچنین در اوایل سلطنتش به‌شدت تحت تأثیر صدراعظم‌های قدرتمند دربار خود که به دلیل سن کمش توسط پدرش امپراتور تای زونگ که در هنگام مرگ گماشته شده بود قرار داشت، اما او با مرور زمان فقط درمقابل همسرش یعنی امپراتریس وو بسیار ضعیف عمل می‌کرد. ازاین رو امپراتریس وو صدراعظم‌های امپراتور گائوزونگ را حذف کرد و خودش زمام امور دولت را به‌طور کامل به راحتی دردست گرفته بود. در حقیقت امپراتور گائوزونگ در سالهای بعدی سلطنت خود از سال ۶۶۰ میلادی توسط امپراتریس وو در دوران حکومت خود به‌شدت یاری شده بود، که پس از یک سری سکته‌های مغزی وی را ناتوان کرده بود. امپراتور گائوزونگ به‌طور مؤثر و رسمی بعد از ژانویه سال ۶۶۵ همه امور کشور را به همسر قوی خود واگذار کرد و به همین خاطر امپراتریس وو به دلیل قدرت و نفوذ سیاسی گسترده‌ای که در دست داشت، در سالنامه‌های امپراتوری تانگ بی نظیر است و مورخان در آن زمان آن دوره را به عنوان ""امپراتوری مشترک زن و شوهر"" نام داد. سالهای آخر، در واقع، بعد از سال ۶۶۵، امپراتور گائوزونگ دیگر حکمرانی نمی‌کرد و او در همه امور به شدت تحت تأثیر همسر خود، ملکه وو، که کنترل کامل دولت امپراتوری را به‌دست گرفت، قرار گرفت.
در طول دهه‌های ۶۵۰ تا ۶۷۰، امپراتریس وو با تحکیم نفوذ مطلق خود بر گائوزونگ و حذف مخالفان سیاسی بالقوه و واقعی، از جمله لی ژونگ پسر امپراتور (از زن صیغه ای) و وزرای مورد اعتماد وی: ژانگسون ووجی، چو سلیانگ و شانگوان یی، به تدریج قدرت را جمع کرد. در حقیقت، آغاز قدرت گرفتن وی با فتنه و بی رحمی بود. علاقه و اعتماد بیش از حد گائوزونگ به وو باعث شد که وی تا پایان سلطنت وی از قدرت زیادی در امور دولت برخوردار باشد. بیماری گائوزونگ اعمال نفوذ را برای امپراتریس وو آسان‌تر کرد. برای سالهای زیادی تا پایان سلطنتش، او به‌طور مؤثر از قدرت امپراتوری استفاده می‌کرد و به عنوان نیروی واقعی پشت تاج و تخت تانگ شناخته می‌شد. او در جلسات امپراتوری برای دریافت مخاطبان در کنار همسرش نشسته بود، دستوراتی صادر می‌کرد و با وزرا و صدراعظم‌ها رایزنی می‌کرد. قدرت بیش از حد امپراتریس وو، به‌طور مؤثری خشم ولیعهد لی هونگ و بعد لی شیان را به نمایش گذاشت و امپراتور گائوزونگ تصمیم گرفت به نفع پسر بزرگش لی هونگ یا پسر دومش لی شیان از سلطنت کناره‌گیری کند، اما از ترس همسرش هیچ اقدامی واقعی انجام نداد، با مرور زمان امپراتریس وو هر دو پسرش را با زور کنترل اجباری را اعمال کرد و در جنگ قدرت به نوبه با هر دوتایشان آنها را شکست داده و بعد به نوعی کشت (لی هونگ به طرز مشکوکی در سن ۲۳ سالگی بر اثر مسمومیت درگذشت، لی شیان نیز به تبعید فرستاد شد و در سن ۲۹ سالگی وادار به خودکشی اجباری شد). پس از درگذشت امپراتور گائوزونگ در سال ۶۸۳. قدرت به‌طور کامل و یگانه با مشت آهنین به دست امپراتریس وو افتاد، که متعاقباً بعد از هفت سال جنگ خونین توانست تنها امپراتریس فرمانروا در تاریخ چین شود. سال‌های ۶۶۵ تا ۶۹۰ را باید در واقع در شمار سال‌های حکمرانی این زن فتنه گر بی‌رحم دانست و با ترتیب با افزودن ۱۵ سال، حکومت کاملاً مستقل وی با سلسله خاص خودش بین سال‌های ۶۹۰ تا ۷۰۵ دیده می‌شود. پس از مرگ وی، در آرامگاه کیانلینگ به همراه گائوزونگ تحت مداخله قرار گرفته و دفن شد.
مورخان، به‌طور کلی امپراتور گائوزونگ را به عنوان یک حاکم ضعیف، زن دوست، احساسی، ناتوان، زودباور و بی‌توجه به امور دولت می‌دانند و چرا که او همیشه توسط همسرش امپراتریس وو کنترل می‌شد به عنوان یک «زن ذلیل ضعیف» مشهور شده و به‌شدت مورد انتقاد قرار می‌گرفت و او بخاطر بیماری و بی توجگی نسبت به اداره حاکمیت اینگونه امور حاکم را به همسر قدرتمند خود امپراتریس وو واگذار می‌کند. در اولین قسمت از سلطنت خود، دستاوردهای سرزمینی تانگ، که با پدرش امپراتور تائیزونگ آغاز شد، ادامه یافت، از جمله فتح باکجه، گوگوریو، و خاقانات غربی ترک که توسط همسرش امپراتریس وو در جنگ‌ها رهبری می‌شد به ثمر رسید، اما در طول ۶۷۰ میلادی، بسیاری از این دستاوردها از طریق شورشیان از دست رفت. در شرق امپراتوری تبت، و قبل از آن شیلا، خیتان و بالهه. علاوه بر این، در غرب قلمرو قبلاً فتح شده که متعلق به هر دو گوک‌ترک‌ها و خاقانات غربی ترک بود در معرض شورش‌های مکرر قرار گرفتند
بعد از این ماجراها امپراتور گائوزونگ به توصیه همسرش امپراتریس وو تصمیم گرفت که برای تثبیت قدرت امپراتوری برای یک دوره موقت صلح اعلام کند که فرصتی برای جمع‌آوری و سروسامان دادن به ارتش بود، در این زمان امپراتریس وو و امپراتور گائوزونگ کلیه توجه خود را به امور آموزشی و تثبیت قدرت مرکزی کردند و شروع کردن به سازماندهی کردن دربار و عزل افراد نالایق و روی کار آوردن افراد توانا، و همچنین آوردن افراد قوی برای رهبری کردن سپاهیان همچنین به دستور امپراتریس وو بخشی از ارتش که هیچ فایدی برای کشور نداشتن منحل شد و همین‌طور امپراتریس وو شروع به رسیدگی به امور مالی کرد که در طول جنگ‌های طولانی مدت باعث ضررهای بسیار به مردم و دولت شد بود کرد، او همچنین اصلاحاتی را در امور مالیاتی انجام داد و مالیات را برای مردم کاست و بیشتر مالیات‌ها را بر دوش اشراف گذاشت به دلیل این اصلاحات که اوضاع درآمد را بسیار بهبود بخشید باعث انگیزه در مردم و پیوستن آن‌ها به سپاه شد و این کار جان دوباریی به امپراتوری تانگ داد که دوبار به عنوان یک قدرت جنگی عمل کند.

## سلطنت به عنوان امپراتور و تأثیرات امپراتریس وو
گائوزونگ پسر کوچک امپراتور تایزونگ و امپراتریس ژانگسون وندو بود و بعد از بدنام شدن دو برادر بزرگترش ولیعهد شد و بعد از مرگ پدرش در سال ۶۴۹ میلادی بر تخت نشست. او هنگامی بر تاج و تخت صعود کرد که ۲۱ سال داشت. در سالهای اول زندگی وی تحت سلطه باقی مانده دولتمردان بزرگ دربار تایزونگ بود، مهم‌تر از همه دایی خودش ژانگسون ووجی بود. با این حال، قدرت واقعی بعد از اختلافات داخلی از سوی امپراتریس وانگ و بانو شیائو و صدراعظم‌ها ژانگسون ووجی و یو ینگینگ با بانو وو خیلی زود توسط وو نابود شدند و اول قدرت واقعی به تنهایی به امپراتور گائوزونگ منتقل و بعد خیلی زود به دست امپراتریس وو افتاد که از چنگ شوهرش درآورده بود، امپراتریس وو یکی از برجسته‌ترین و خبیث‌ترین زنان حاکم تاریخ چین بود. امپراتریس وو یک همسر صیغه ای پایین تایزونگ بوده است. وو را به کاخ گائوزونگ بردند و پس از یک سری فتنه‌های پیچیده‌ای که وو، در سال ۶۵۵ موفق شد تا امپراتریس قانونی، یعنی امپراتریس وانگ، عزل شود و خودش را در جای او منصوب کند. جدال بین این دو صرفاً یک فتنه کاخ نبود. امپراتریس وانگ، که از تباری نجیب بود، از جناح اشرافی شمال غربی و وزرای بزرگی که از دربار تایزونگ زنده مانده بودند، از او پشتیبانی می‌کرد. امپراتریس وو از خانواده ای از طبقه پایین‌تر از تایوان بود. پدرش یکی از طرفداران اصلی امپراتور گائوزو پدر بزرگ امپراتور گائوزونگ بود، مادرش یکی از اعضای خانواده سلطنتی سوئی بود. به نظر می‌رسد او توسط اشراف شرقی، با اشراف کمتر و با رده‌های پایین‌تر دیوان سالاری مورد حمایت قرار گرفته است.
اما موفقیت او عمدتاً نتیجه مهارت او در فریبکاری، شخصیت مسلط و بی رحمی مطلق او بود. امپراتریس خلع شده و یک مورد علاقه دیگر امپراتوری به فرمان امپراتریس وو به طرز وحشیانه ای همراه امپراتریس پیشین به قتل رساند، و نیم قرن بعدی با حذف‌های مکرر مشخص شد که در آن او گروهی را بعد از دیگری رقبای واقعی یا خیالی به اعدام می‌کشاند. روابط خوب بین امپراتور و دربار وی، که باعث موفقیت امپراتوری تیزونگ شده بود، به سرعت نابود شد. به لطف هوی و هوس غیرقابل پیش‌بینی امپراتریس، زندگی سیاسی ناامن و خطرناک شد. اولین قربانیان او دولتمردان بزرگ سلطنت تایزونگ بودند که در سالهای ۶۵۷ تا ۶۵۹ تبعید، یا به قتل، یا وادار به خودکشی شدند. در سال ۶۶۰ گائوزونگ دچار سکته مغزی شد. وی برای بقیه دوره سلطنت خود در سلامت جسمی باقی ماند و امپراتریس وو مسئولیت اداره حکومت را بر عهده گرفت و بتدریج قدرت واقعی را به تنهایی در دست گرفت و در آغاز سال جدید ژانویه ۶۶۵ امپراتریس وو سلطه خود را کامل بر دربار چین حاکم کرد.
اگرچه در سیاست کاملاً بی پروا بود، اما او با سیاست‌هایی که برای تثبیت موقعیت خود طراحی شده بود، از فتنه‌های خود حمایت کرد. در سال ۶۵۷ پایتخت دوم به صورت دفاکتو لوئویانگ شد و این پایتخت پس از ژانویه ۶۶۵ بیشتر مورد اهمیت واقع شد. بخاطر کابوس‌های امپراتریس وو در مورد امپراتریس وانگ و بانو شیائو او که از چانگان بیزار شده بود تصمیم گرفت کل دربار و دولت را به‌طور مکرر به لوئویانگ منتقل کند، بنابراین مرکز قدرت سیاسی را از منطقه اشرافی شمال غربی خارج می‌کرد. وزارتخانه‌ها و دفاتر دادگاه کپی شدند، و لوئویانگ باید به تمام ساختمان‌های عمومی پرهزینه که برای یک پایتخت نیاز است مجهز شود. پس از مرگ امپراتور گائوزونگ، امپراتریس وو اقامت دائم را در آنجا گرفت.
گائوزونگ و امپراتریس وو با نمادگرایی و مذهب وسواس داشتند و یک جادوگر موردعلاقه، انسان مقدس یا راهب پیرو یکدیگر. آیین‌های دولتی به‌طور اساسی تغییر کردند. به دلایل نمادین نام همه دفاتر تغییر یافت، و امپراتور عنوان جدید «امپراتور آسمانی» را گرفت.
بوروکراسی به سرعت به اندازه ای بزرگتر از زمان تایزونگ متورم شد، بسیاری از پست‌های جدید توسط نامزدهای سیستم امتحان که اکنون شروع به دستیابی به بالاترین دفاتر و در نتیجه تجاوز به آنچه که از اشراف بوده است، انجام می‌شود. در سال ۶۵۹ شجره نامه جدیدی از همه طوایف برجسته امپراتوری، که خانواده‌ها را بر اساس موقعیت‌های رسمی اعضای آنها به جای موقعیت اجتماعی سنتی آنها، رتبه‌بندی می‌کرد، و این کار ضربه دیگری به اشرافیت وارد کرد. نیازی به گفتن نیست، خانواده اول همه خانواده‌ها قبیله امپراتریس وو بودند. رده‌های پایین بوروکراسی، که در میان آنها امپراتریس حمایت محکم وی را پیدا می‌کرد، با ایجاد پست‌های جدید، فرصت‌های بیشتر برای پیشرفت و افزایش حقوق تشویق می‌شدند.
چینی‌ها در طول سلطنت گائوزونگ تحت سلطه رهبری وزرای توانمندش و بعد همسر قدرتمند او امپراتریس وو درگیر جنگ‌های خارجی بودند. تا سال ۶۵۷ آنها جنگ مداوم را علیه ترکهای غربی انجام دادند و سرانجام آنها را شکست داده و سرزمینهای خود را تا آنجا که دره آمو دریای تحت گوگوریو اسمی چین در ۶۵۸ تا ۶۶۱ قرار داده بودند، قرار دادند. تانگ همچنین در اواخر دهه ۶۵۰ و ۶۶۰ کمپین‌های مکرر علیه گوگوریو انجام داد. در سال ۶۶۸، نیروهای تنگ پیانگیانگ (پایتخت) را به دست گرفتند، و گوگوریو نیز در زیر پروتستان قرار گرفت. با این حال، در سال ۶۷۶ شورش‌های مکرر، چینی‌ها را مجبور به عقب‌نشینی به جنوب منچوری کرد، و تمام کره به‌طور فزاینده ای تحت تسلط قدرت در حال گسترش دولت کره جنوبی شیلا قرار گرفت. ترکهای شرقی، که در امتداد مرزهای شمالی مستقر شده بودند، در ۶۷۹ تا ۶۸۱ شورش کردند و فقط پس از ایجاد ویرانی گسترده و خسارات سنگین به نیروهای چینی خاموش شدند.
جدی‌ترین تهدید خارجی در دوران پادشاهی گائوزونگ ظهور نیرویی جدید و قدرتمند در غرب، تبت‌ها (توبو) بود، مردمی که از دهه ۶۳۰ فشارهای مداوم در مرزهای شمالی سیچوان اعمال کرده بودند. تا سال ۶۷۰، تبت‌ها توهیحون را از میهن خود در حوضه کوکونور بیرون رانده بودند. شمال غربی باید به‌طور فزاینده ای استحکام یافته و پادگان شود تا از حملات و هجوم‌های مکرر خود محافظت کند. بعد از یک سری کارزارهای دشوار، سرانجام در ۶۷۰ به خوبی بررسی شدند.
وقتی امپراتور گائوزونگ در سال ۶۸۳ درگذشت، وی توسط ژونگ زونگ جوان جانشین شد، اما امپراتریس وو به عنوان امپراتریس بیوه ساخته شد و چرا که در طول دوره حکومت گائوزونگ قدرت واقعی در دستان او بود توانست قدرت را نگهدارد و این بار به صورت کاملاً رسمی و بر حق خودش بلافاصله به تنهایی کنترل تمامی دولت مرکزی و ایالت‌های امپراتوری را شخصاً به دست گرفت. در کمتر از دو ماه او ژونگ زونگ را که علائم غیرمنتظره ای از استقلال را نشان داده بود از مقام خود به عنوان امپراتور برکنار کرد و پسر و امپراتور عروسکی دیگر خود را به جای او به جایگزین کرد، رویزونگ، که در حالی که امپراتریس وو در دادگاه بود و از عهده تمامی وظایف حاکمیت بر حق خودش برخوردار بود، در کاخ داخلی حبس شده و در خلوت نگه داشته می‌شد و امپراتور رویزونگ به نوبه خود به فرمان مادرش امپراتریس بیوه وو از مقام اسمی خود به عنوان امپراتور خلع شد و رسماً امپراتریس وو خود را امپراتریس فرمانروا خواند و سلسله ژو را تأسیس کرد که برای ۱۵ سال بر چین فرمان راند. بعد از مرگ امپراتریس وو در کنار امپراتور گائوزونگ در آرامگاه کیانلینگ قرار گرفت.

## صدراعظم‌ها در زمان سلطنت
- ژانگسون ووجی (۶۴۹–۶۵۹) توسط امپراتریس وو حذف شد
- چو سولیانگ (۶۴۹–۶۵۰، ۶۵۲–۶۵۵) توسط امپراتریس وو حذف شد
- خو جینگزونگ (۶۴۹–۶۷۰) توسط امپراتریس وو حمایت می‌شد
- گائو جیفو (۶۴۹–۶۵۳) توسط امپراتریس وو حذف شد
- ژانگ زینگچنگ (۶۴۹–۶۵۳) توسط امپراتریس وو حذف شد
- یو ژینگینگ (۶۴۹–۶۵۹) توسط امپراتریس وو حذف شد
- لی جی (۶۴۹–۶۶۹) توسط امپراتریس وو حمایت می‌شد
- یوئن جی (۶۵۱–۶۵۳) توسط امپراتریس وو حذف شد
- لیو شی (۶۵۱–۶۵۴) توسط امپراتریس وو حمایت می‌شد
- هان یوان (۶۵۲–۶۵۷) توسط امپراتریس وو حمایت می‌شد
- لای جی (۶۵۲–۶۵۷) توسط امپراتریس وو حذف شد
- کوی دانلی (۶۵۳–۶۵۶) توسط امپراتریس وو حذف شد
- لی ییفو (۶۵۵–۶۵۸، ۶۶۲–۶۶۳) توسط امپراتریس وو حمایت می‌شد
- دو ژنگلون (۶۵۶–۶۵۸) توسط امپراتریس وو حذف شد
- شین مائوجیانگ (۶۵۸–۶۵۹) توسط امپراتریس وو حذف شد
- خو یوشی (۶۵۹–۶۶۲) توسط امپراتریس وو حذف شد
- رن یاکسیانگ (۶۵۹–۶۶۲) توسط امپراتریس وو حذف شد
- لو چنگ کینگ (۶۵۹–۶۶۰) توسط امپراتریس وو حذف شد
- شانگوان یی (۶۶۲–۶۶۴) توسط امپراتریس وو حذف شد
- لیو شیانگدائو (۶۶۴) توسط امپراتریس وو حذف شد
- دو دکسوان (۶۶۴–۶۶۶) توسط امپراتریس وو حذف شد
- لو یانوی (۶۶۴–۶۶۵) توسط امپراتریس وو حذف شد
- سون چویو (۶۶۴–۶۶۵) توسط امپراتریس وو حذف شد
- جیانگ کی (۶۶۵–۶۷۲) توسط امپراتریس وو حذف شد
- لو دانکسین (۶۶۵–۶۶۶) توسط امپراتریس وو حذف شد
- لیو رنگویی (۶۶۵–۶۷۰، ۶۷۲–۶۸۳) توسط امپراتریس وو حمایت شد و بعد حذف شد
- یانگ هونگو (۶۶۷–۶۶۸) توسط امپراتریس وو حذف شد
- دای زید (۶۶۷–۶۷۹) توسط امپراتریس وو حذف شد
- لی آنکی (۶۶۷) توسط امپراتریس وو حذف شد
- ژائو رنبن (۶۶۷–۶۷۰) توسط امپراتریس وو حذف شد
- ژانگ ون گوان (۶۶۷–۶۷۸) توسط امپراتریس وو حذف شد
- یان لیبن (۶۶۸–۶۷۳) توسط امپراتریس وو حذف شد
- لی جینگ ژوان (۶۶۹–۶۷۰، ۶۷۰–۶۸۰) توسط امپراتریس وو حذف شد
- هائو چوجون (۶۶۹–۶۸۱) توسط امپراتریس وو حذف شد
- لای هنگ (۶۷۶–۶۷۸) توسط امپراتریس وو حذف شد
- ژو یوانچائو (۶۷۶–۶۸۳) توسط امپراتریس وو حذف شد
- لی ییان (۶۷۶–۶۸۳) توسط امپراتریس وو حمایت می‌شد
- گائو ژیزو (۶۷۶–۶۷۹) توسط امپراتریس وو حذف شد
- ژانگ داان (۶۷۷–۶۸۰) توسط امپراتریس وو حمایت می‌شد
- وانگ دژن (۶۸۰) توسط امپراتریس وو حذف شد
- پی یان (۶۸۰–۶۸۳) توسط امپراتریس وو حمایت شد و بعد حذف شد
- کوی ژیون (۶۸۰–۶۸۳) توسط امپراتریس وو حمایت و بعد حذف شد
- گوو دایجو (۶۸۲–۶۸۳) توسط امپراتریس وو حمایت و بعد حذف شد
- سون چانگکیان (۶۸۲–۶۸۳) توسط امپراتریس وو حمایت و بعد حذف شد
- گوا ژنگی (۶۸۲–۶۸۳) توسط امپراتریس وو حمایت و بعد حذف شد
- وی زوانتونگ (۶۸۲–۶۸۳) توسط امپراتریس وو حمایت و بعد حذف شد
- لیو جینگشیان (۶۸۲–۶۸۳) توسط امپراتریس وو حمایت و بعد حذف شد